# Aconoidasida
Aconoidasida ist ein Untertaxon der Apicomplexa.

## Beschreibung
Von den übrigen Apicomplexa unterscheiden sich Aconoidasida dadurch, dass das Konoid in der Regel nur im Stadium der Ookinete (der Zygote), nicht jedoch in den übrigen Entwicklungsstadien ausgebildet ist. Manche diploide Ookineten weichen allerdings davon ab und bilden Konoide aus. Makrogameten und Mikrogameten werden unabhängig voneinander gebildet. Aconoidasida bilden keine Zysten.

## Lebensweise
Aconoidasida sind Blutparasiten, die zur Vollendung ihres Lebenszyklus zwei Wirte passieren müssen, zuerst ein Wirbeltier als Zwischenwirt und dann einen Gliederfüßer als Endwirt. Da sie keine Zysten bilden, können sie ihre Wirte nur in feuchten Milieus wechseln (z. B. in Speichel).

## Taxonomie und Systematik
Das Taxon wurde 1980 von Heinz Mehlhorn, Werner Peters und Axel Haberkorn erstbeschrieben, ein Synonym ist Haematozoea, Vivier 1982. Im Namen spiegelt sich das Fehlen eines Konoids.
Die Aconoidasida werden in folgende Gruppen und Gattungen weiter unterteilt:
- Haemospororida, Danilewsky 1885 [Haemosporida[4] oder Hematozoa[5][4]]
  - Dionisia
  - Haemocystidium
  - Haemoproteus
  - Hepatocystis
  - Leucocytozoon
  - Mesnilium
  - Nycteria
  - Parahaemoproteus
  - Plasmodium
  - Polychromophilus
  - Rayella
  - Saurocytozoon
- Piroplasmorida Wenyon 1926 [Piroplasmida[4]]
  - Anthemosoma
  - Babesia
  - Cytauxzoon
  - Echinozoon
  - Haemohormidium
  - Sauroplasma
  - Serpentoplasma
  - Theileria
- Nephromycida Cavalier-Smith 1993, emend. Adl et al. 2019
  - Nephromyces
  - Cardiosporidium